# جوزيف بلومفيلد
جوزيف بلومفيلد (بالإنجليزية: Joseph Bloomfield)‏ هو محامي وسياسي أمريكي، ولد في 18 أكتوبر 1753 في الولايات المتحدة، وتوفي في 3 أكتوبر 1823 في بورلينغتون في الولايات المتحدة. حزبياً، نشط في الحزب الجمهوري الديمقراطي. وقد انتخب حاكم نيو جيرسي ‏ (29 أكتوبر 1803 – 29 أكتوبر 1812) وانتخب حاكم نيو جيرسي ‏ (31 أكتوبر 1801 – 28 أكتوبر 1802) وانتخب عضو مجلس النواب الأمريكي (4 مارس 1817 – 3 مارس 1821).